# Horse with a Heart
Horse with a Heart é o primeiro álbum de estúdio da banda  Altan, lançado em 1989 pela Green Linnet Records.

## Lista de músicas
Todas as canções foram arranjadas pela Altan.
1. "The Curlew/McDermott's/Three Scones of Boxty/Unnamed Reel" – 4:11
2. "The Lass of Glenshee" – 4:38
3. "Con Cassidy's & Neil Gow's Highlands/Moll and Tiarna/Mcsweeney's Reels" – 4:27
4. "The Road to Durham" – 3:21
5. "An t-Oileán Úr" – 2:33
6. "An Grianán/Horse With a Heart" – 3:01
7. "A Bhean Udaí Thall" – 3:28
8. "Welcome Home Gráinne/Con McGinley's" – 3:18
9. "Tuirse Mo Chroí" – 4:06
10. "Come Ye by Atholl/Kitty O'Connor" – 3:11
11. "An Feochán" – 4:45
12. "Paddy's Trip to Scotland/Dinky's/The Shetland Fiddler" – 4:47

Todas as canções são folclóricas, exceto:
- "An Grianán" e "Horse with a Heart" – compostas por Frankie Kennedy
- "The Curlew" – composta por Josephine Keegan
- "McDermott's" – composta por Josie McDermott
- "An Feochán" – composta por Tommy Peoples
- "The Road to Durham" – composta por Armin Barnett e David Molk

## Ficha
- Mairéad Ní Mhaonaigh – finddle, Vocal
- Frankie Kennedy – Flauta
- Paul O'Shaughnessy — Fiddle
- Ciarán Curran – Bouzouki
- Mark Kelly – violão

## Aparições especiais
- Marie Askin – Piano em "The Lass of Glenshee"
- Phil Cunningham – teclados, Whistle
- Dónal Lunny – Baixo Bodhrán em "A Bhean Udaí Thall"
- Colm Murphy – Bodhrán
- Steve White – Percussão em "A Bhean Udaí Thall"

## Produção
- Phil Cunningham – Produtor
- Dan Fitzgerald – Engenheiro
- John W. Davis – Engenheiro assistente
- Stephen Byram – Design
- Ross Wilson – Arte de capa
- Dave Harrold - fotografias

## ligações externas
- Horse with a Heart (em inglês) no AllMusic